# Lista de prêmios e indicações recebidos por Isabelle Huppert

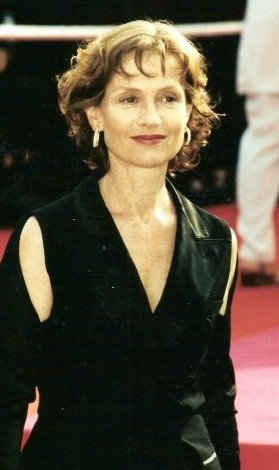
Huppert no Festival de Cannes em 2002.

A seguir é apresentada uma lista de nomeações e premios recebidos pela atriz Isabelle Huppert.

## Oscar
| Ano  | Categoria              | Filme | Resultado |
| ---- | ---------------------- | ----- | --------- |
| 2016 | Melhor Atriz Principal | Elle  | Indicado  |

## BAFTA
| Ano  | Categoria              | Filme         | Resultado |
| ---- | ---------------------- | ------------- | --------- |
| 1978 | Melhor Atriz Principal | The Lacemaker | Indicado  |

## Golden Globe Awards
| Ano  | Categoria                      | Filme | Resultado |
| ---- | ------------------------------ | ----- | --------- |
| 2016 | Melhor Atriz Principal - Drama | Elle  | Venceu    |

## Festival de Cannes
| Ano  | Categoria              | Filme             | Resultado |
| ---- | ---------------------- | ----------------- | --------- |
| 1978 | Melhor Atriz Principal | Violette Nozière  | Venceu    |
| 2001 | Melhor Atriz Principal | The Piano Teacher | Venceu    |
| 2017 | Women in Motion Award[ | Honorário         | Venceu    |

## Prêmio César
| Ano  | Categoria              | Filme               | Resultado |
| ---- | ---------------------- | ------------------- | --------- |
| 1976 | Melhor Atriz Principal | Aloïse              | Indicado  |
| 1978 | Melhor Atriz Principal | The Lacemaker       | Indicado  |
| 1979 | Melhor Atriz Principal | Violette Nozière    | Indicado  |
| 1981 | Melhor Atriz Principal | Loulou              | Indicado  |
| 1982 | Melhor Atriz Principal | Coup de torchon     | Indicado  |
| 1989 | Melhor Atriz Principal | Story of Women      | Indicado  |
| 1995 | Melhor Atriz Principal | La Séparation       | Indicado  |
| 1996 | Melhor Atriz Principal | La Cérémonie        | Venceu    |
| 1996 | Melhor Atriz Principal | The School of Flesh | Indicado  |
| 1999 | Melhor Atriz Principal | Saint-Cyr           | Indicado  |
| 2001 | Melhor Atriz Principal | The Piano Teacher   | Indicado  |
| 2002 | Melhor Atriz Principal | 8 Women             | Indicado  |
| 2003 | Melhor Atriz Principal | Gabrielle           | Indicado  |
| 2006 | Melhor Atriz Principal | Amour               | Indicado  |
| 2016 | Melhor Atriz Principal | Valley of Love      | Indicado  |
| 2017 | Melhor Atriz Principal | Elle                | Venceu    |

## Critics' Choice Awards
| Ano  | Categoria              | Filme | Resultado |
| ---- | ---------------------- | ----- | --------- |
| 2016 | Melhor Atriz Principal | Elle  | Indicado  |